# Góry Lubiańskie
Góry Lubiańskie – wieś w Polsce położona w województwie warmińsko-mazurskim, w powiecie ostródzkim, w gminie Grunwald. W latach 1975–1998 miejscowość administracyjnie należała do województwa olsztyńskiego.
W 1974 r.  do sołectwa Góry Lubiańskie (gmina Grunwald) należały: wieś Góry Lubiańskie, wieś Lubian, PGR Lubianek, wieś Ulnowo, PGR Ulnowo.